# Moritz Mitzenheim

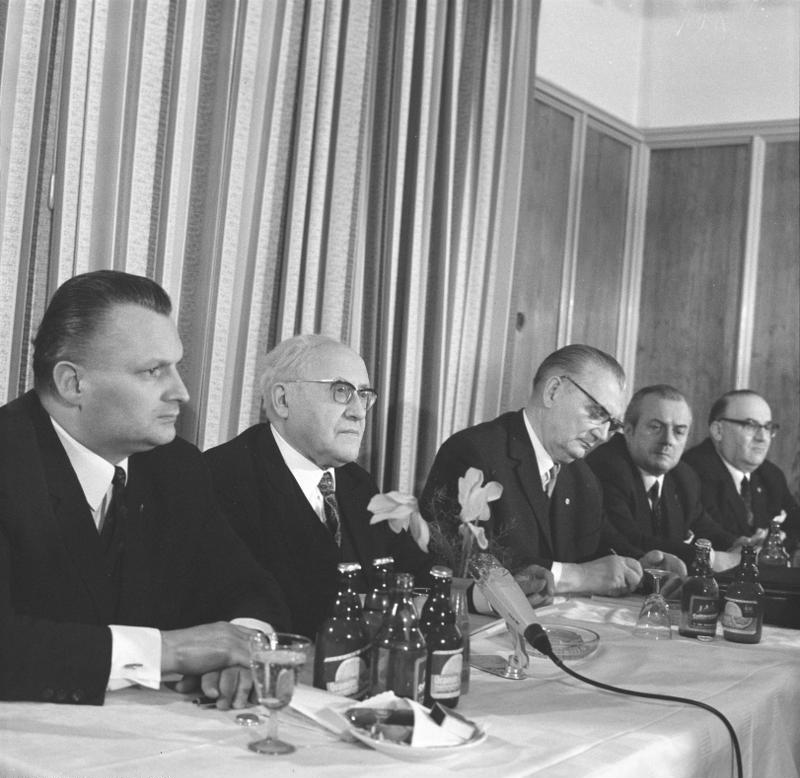
Moritz Mitzenheim (1891-1977), tweede van links

Hartmut Moritz Mitzenheim (Hildburghausen, 17 augustus 1891 – Eisenach, 4 augustus 1977) was een Duits evangelisch-luthers bisschop. Hij was een van de weinige hoge kerkelijke leiders in de toenmalige Duitse Democratische Republiek die bereid was tot verregaande samenwerking met het communistische regime.

## Biografie
Hij was de zoon van Heinrich Mitzenheim, Oberstudienrat, dirigent en leraar. Hij bezocht het gymnasium in zijn geboortestad en studeerde aansluitend theologie in Leipzig, Heidelberg, Berlijn en Jena. In 1914 werd hij tot (evangelisch-luthers) priester gewijd. De wijding vond plaats in zijn geboortestad. Hij was achtereenvolgens predikant te Wallendorf (1914-1916), Saalfeld (1916-1929) en Eisenach (1929-1945). Zijn hart lag bij het diaconale werk en de catechese. Hoewel overtuigd confessioneel luthers, was hij geen scherpslijper. Als conservatieve nationalist stond hij aanvankelijk sympathiek ten opzichte van de nazi's, maar hij verzette zich tegen de pogingen van de Deutsche Christen, een organisatie van fascistische theologen om de macht binnen de evangelisch-lutherse kerk van Thüringen over te nemen. In 1936 werd hij lid van de belijdenisgemeenschap binnen de Thüringer evangelisch-lutherse kerk die wilden vasthouden aan de traditionele lutherse belijdenis en gekant was tegen het positieve christendom. Dit deed men door ervoor te zorgen dat de Deutsche Christen geen meerderheid in de besturen van de kerkgemeenten kreeg. In 1943 sloot hij zich aan bij de Bekennende Kirche en vervulde binnen deze organisatie bestuursfuncties. Gedurende de Tweede Wereldoorlog ondervond hij hinder van de nationaalsocialistische autoriteiten.
In mei 1945 werd Mitzenheim bisschop van de evangelisch-lutherse kerk van Thüringen. In 1947 was hij aanwezig bij de oprichting van de Lutherse Wereldfederatie te Lund en hij maakte van 1947 tot 1948 deel uit van het door de SED geïnitieerde eerste Deutscher Volkskongress. In 1955 werd hij in de bestuursraad van de Evangelische Kerk in Duitsland gekozen. Hij was een voorstander van nauwe samenwerking met de (communistische) overheid van Oost-Duitsland (DDR) en baseerde zich hierbij op de "tweerijkenleer" van Maarten Luther. Voor Mitzenheim was de regering een instelling van God en men diende zich daarnaar te voegen. De samenwerking tussen de Thüringer landskerk en de overheid, die ook na het overlijden van Mitzenheim werd voortgezet - kwam bekend te staan onder de naam Thüringer Weg en onderscheidde zich wezenlijk van de andere lutherse en gereformeerde kerkgenootschappen in de DDR, die of kritisch stonden t.o.v. samenwerking, of samenwerking met de overheid afwezen. In ruil voor zijn loyaliteit kon Mitzenheim reizen maken naar het buitenland om aldaar kerkelijke leiders te ontmoeten. Zo bezocht hij onder andere de Sovjet-Unie waar hij werd ontvangen door patriarch Aleksi I van Moskou (1959) die hem Orde van Sint-Vladimir toekende. In 1964 maakte hij deel uit van de IIe Christelijke Vredesconferentie in Praag. In 1965 nam hij deel aan de Vredesconferentie Pacem in terris in New York en werd aldaar ontvangen door de secretaris-generaal van de Verenigde Naties, Oe Thant. In datzelfde jaar nam hij deel aan het Wereldvredescongres in Helsinki.
Moritz Mitzemheim was getrouwd (1918) met Ella Heim. Zijn zoon Hartmut Mitzenheim (1921-2000) was een kerkrechtsdeskundige en lid van de Volkskammer van de DDR voor de CDUD. Moritz Mitzemheim overleed in 1977.
Mitzenmheim was een niet onverdienstelijk dirigent en dirigeerde o.a. een kerkkoor. Zijn liefhebberijen waren (kerk)muziek, lokale geschiedenis en genealogie.

## Onderscheidingen
- Dr. h.c. Theologische Faculteit Friedrich-Schiller-Universität Jena (1947)
- Orde van Sint-Vladimir (Patriarchaat ROC, USSR, 1959)
- Vaderlandse Verdienstenorde in Goud (DDR, 1961)
- Otto-Nuschke-Ereteken in Goud (DDR, 1961)
- Ereburger van de stad Eisenach (1961)
- Duitse Vredesmedaille (DDR, 1961)
- Dr. h.c. Evangelische Faculteit van de Comeniusuniversiteit Bratislava (CSSR, 1962)
- Ereburger van de stad Hildburghausen (1964)
- Erelid van de CDU-DDR (1964)
- Dr. h.c. Theologische Faculteit van de Universiteit van Warschau (1970)

## Werken
- Marthe Renate Fischer, ein Lebensbild der Thüringer Heimatsdichterin (1925)
- Wilhelm Kohler, Kantor zu St. Johannis in Saalfeld (1926)
- Die erste Kirchen- und Schulvisitation in Saalfeld in Jahre 1527 (1927)
- Die zweite Kirchen- und Schulvisitation in Saalfeld in Jahre 1527 (1927)
- Saalfelder Lutherbüchlein, Luthers Beziehungen zu Saalfeld (1930)
- Geschichte der Familie Mitzenheim, I. Teil: Bis zur Einwanderung in Thüringen (1933)
- Geschichte der Familie Mitzenheim, II. Teil: Von der Einwanderung in Thüringen bis zur Gegenwart (1935)
- Zum Gedächtenis an Heinrich Mitzenheim (1941)
- Gottes gute Gaben, die 10 Gebote Kindern erläutert (1951)
- Politische Diakonie, Reden - Erklärungen - Aufsätze 1946 bis 1964 (1964)
- Gottes wundersames Wirken, Kinderbriefe über den christlichen Glauben (1965)
- Unser Martin Luther. Thüringer Lutherbüchlein (1970)
- Aus der christlichen Verantwortung (1971)

## Verwijzingen
- Bibliothèque nationale de France: cb16397987f (data)
- Gemeinsame Normdatei: 11873427X
- International Standard Name Identifier: 0000 0000 4015 294X
- Library of Congress Control Number: no2001074377
- Nederlandse Thesaurus van Auteursnamen: 115705325
- Réseau des bibliothèques de Suisse occidentale: 02-A013889058
- Système universitaire de documentation: 16622233X
- Virtual International Authority File: 15564683
- WorldCat: E39PBJkMDKXD8qbWCprKVbmGHC